# William Bertram
William Bertram (19 de enero de 1880 – 1 de mayo de 1933) fue un actor y director cinematográfico de nacionalidad canadiense, cuya carrera se desarrolló en Estados Unidos en la época del cine mudo. 

## Biografía
Su verdadero nombre era Benjamin Switzer, y nació en Walkerton, Ontario. Debutó en el cine como actor en 1912 con Love, War and a Bonnet, un film de Independent Moving Pictures Co. of America en el cual interpretaba a un religioso. A lo largo de su carrera rodó numerosos westerns y, hacia el final de los años 1910, dirigió una larga serie de películas que tenían como protagonista a Marie Osborne, una famosa actriz infantil.
En total, trabajó en unas ochenta cintas como actor, dirigió 66, y trabajó en el guion de dos producciones, todas ellas estrenadas entre 1912 y 1931.
William Bertram falleció en Los Ángeles, California, en 1933, a los 53 años de edad.

## Filmografía completa

### Actor
- Love, War and a Bonnet, de Harry A. Pollard (1912)
- The Parson and the Medicine Man, de Edward J. Le Saint (1912)
- Hearts in Conflict, de Edward LeSaint (1912)
- A Shot in the Dark, de Ben F. Wilson (1912)
- The Massacre of Santa Fe Trail, de Frank Montgomery (1912)
- The Tattoo (1912)
- Star Eyes' Stratagem, de Frank Montgomery (1912)
- Trapper Bill, King of Scouts (1912)
- A Red Man's Love, de Frank Montgomery (1912)
- An Indian Ishmael (1912)
- The Half-Breed Scout, de Frank Montgomery (1912)
- The Massacre of the Fourth Cavalry, de Frank Montgomery (1912)
- Big Rock's Last Stand, de Frank Montgomery (1912)
- Apache Love, de Frank Montgomery (1913)
- Mona, de Frank Montgomery (1913)
- At Midnight, de Lorimer Johnston (1913)
- The Shriner's Daughter, de Thomas Ricketts (1913)
- In the Firelight, de Thomas Ricketts (1913)
- Unto the Weak, de Thomas Ricketts (1914)
- Calamity Anne in Society, de Thomas Ricketts (1914)
- The Hermit, de Tom Ricketts (1914)
- The Lost Treasure, de Thomas Ricketts (1914)
- The Money Lender (1914)
- The Dream Child, de Thomas Ricketts (1914)
- The Carbon Copy, de Thomas Ricketts (1914)
- The Pursuer Pursued, de Thomas Ricketts (1914)
- A Decree of Justice, de Thomas Ricketts (1914)
- The Town of Nazareth (1914)
- A Happy Coercion (1914)
- The Second Clue, de Tom Ricketts (1914)
- The Smouldering Spark, de William Desmond Taylor (1914)
- The Getaway, de John B. O'Brien (1914)
- In the Moonlight, de Thomas Ricketts (1914)
- A Soul Astray, de William Desmond Taylor (1914)
- In the Footprints of Mozart, de Tom Ricketts (1914)
- Sheltering an Ingrate, de Tom Ricketts (1914)
- Jim, de Thomas Ricketts (1914)
- Blue Knot, King of Polo, de Tom Ricketts (1914)
- The Little House in the Valley, de Tom Ricketts (1914)
- The Broken Barrier, de Tom Ricketts (1914)
- Damaged Goods, de Tom Ricketts (1914)
- The Girl and the Stowaway, de Kenean Buel (1914)
- Daylight, de Tom Ricketts (1914)
- The Final Impulse, de Thomas Ricketts (1914)
- The Ruin of Manley, de Thomas Ricketts (1914)
- When the Road Parts, de William Desmond Taylor (1914)
- A Slice of Life, de Thomas Ricketts y William Desmond Taylor (1914)
- The Stolen Masterpiece, de H.O. Martinek (1914)
- In Tune, de Henry Otto (1914)
- The Silent Way, de Henry Otto (1914)
- When a Woman Waits, de Henry Otto (1914)
- Restitution, de Henry Otto (1915)
- Justified, de Henry Otto (1915)
- The Decision, de Henry Otto (1915)
- The Derelict, de Henry Otto (1915)
- The Truth of Fiction, de Henry Otto (1915)
- Ancestry, de Henry Otto (1915)
- His Brother's Debt, de Henry Otto (1915)
- The Wishing Stone, de Henry Otto (1915)
- Wife Wanted, de Henry Otto (1915)
- One Summer's Sequel, de Henry Otto (1915)
- The Zaca Lake Mystery, de Henry Otto (1915)
- The Long Chance
- The Western Musketeer, de William Bertram (1922)
- The Smoking Trails, de William Bertram (1922)
- Fangs of Fate, de Horace B. Carpenter (1925)
- Under Fire, de Clifford S. Elfelt (1926)
- Twisted Triggers
- The Outlaw Breaker
- Wanted: A Coward
- The Swift Shadow
- The Boss of Rustler's Roost
- The Little Shepherd of Kingdom Come, de Alfred Santell (1928)
- Spurs, de Reaves Eason (1930)
- Trails of the Golden West
- The Mystery Trooper
- God's Country and the Man, de John P. McCarthy (1931)
- Rider of the Plains, de John P. McCarthy  (1931)
- Lightnin' Smith Returns
- The Ridin' Kid, de Jack Irwin (1931)

### Director
- His Obligation (1915)
- Wait and See (1915)
- The Mighty Hold (1915)
- Neal of the Navy, codirigida con W.M. Harvey (1915)
- The Terror of Twin Mountains
- Man-Afraid-of-His-Wardrobe
- Let There Be Light
- Buck's Lady Friend
- The Idol
- This Is the Life (1915)
- Film Tempo (1915)
- Author! Author!
- The Mender
- The Hills of Glory
- Water Stuff
- The Thunderbolt (1916)
- The Extra Man and the Milk-Fed Lion
- Margy of the Foothills
- Curlew Corliss
- Snow Stuff
- Under Azure Skies
- The Awakening (1916)
- The Return
- With a Life at Stake
- The Gulf Between
- The Comet's Come-Back
- A Man's Friend
- A Modern Knight
- The Taming of Wild Bill (1916)
- The Madonna of the Night
- Sandy, Reformer
- El Diablo, codirigida con Murdock MacQuarrie (1916)
- The Neglected Wife (1917)
- Tears and Smiles (1917)
- The Understudy (1917)
- Who Is Number One?
- The Little Patriot (1917)
- Daddy's Girl (1918)
- Dolly Does Her Bit
- A Daughter of the West (1918)
- The Voice of Destiny (1918)
- Cupid by Proxy (1918)
- Winning Grandma (1918)
- Dolly's Vacation (1918)
- Milady o' the Beanstalk (1918)
- The Old Maid's Baby (1919)
- The Sawdust Doll
- Baby Marie's Round-Up
- The Arizona Cat Claw (1919)
- Miss Gingersnap
- Hidden Dangers
- The Wolverine
- Ghost City (1921)
- Alias Phil Kennedy
- Texas
- The Purple Riders
- The Western Musketeer (1922)
- The Smoking Trails
- Hoodoo Ranch
- Tangled Herds
- Detective K-9
- Fangs of Vengeance
- Ace of Action
- The Phantom Buster
- Gold from Weepah

### Guionista
- The Old Maid's Baby, de William Bertram (1919)
- The Western Musketeer, de William Bertram (1922)